# Багратиони-Давитишвили, Георгий
Георгий Багратион-Давитишвили (груз. გიორგი ბაგრატიონ-დავითიშვილი; род. 26 июля 1945, Тбилиси, Грузинская ССР — 24 сентября 2019, Тбилиси, Грузия) — грузинский этнолог, архитектор, доктор исторических наук, профессор. Из династии Багратионов.

## Биография

### Происхождение
Из кахетинской ветви грузинского царского рода Багратионов, князей Багратиони-Давитишвили, прямой потомок последнего законного монарха единого Грузинского царства, Георгия VIII. Род Багратиони-Давитишвили был одним из высокопоставленных княжеских родов Картлийского Царства с собственным удельным княжеством — Садавитишвило, ликвидированным в 1801 году в связи с вхождением Картли-Кахетинского царства в состав Российской империи.

### Биография
Георгий Багратион-Давитишвили родился 26 июля 1945 года в Тбилиси. Окончил Грузинский технический университет по специальности «Архитектор». Трудовая деятельность началась в 1967 году в Институте истории и этнологии имени Иване Джавахишвили Академии наук Грузии. В разные годы в качестве архитектора он участвовал в этнографических экспедициях, документируя памятники традиционной архитектуры и народного прикладного искусства.
Под руководством академика Георгия Читая подготовил и в 1986 году защитил кандидатскую диссертацию, посвященную проблемам интерьера жилья грузинских горцев.
Георгий Багратион-Давитишвили занимался активной творческой жизнью наряду с научными исследованиями. В сферу его интересов как художника входил широкий спектр различных жанров изобразительного искусства: живопись, графика, плакат, научная иллюстрация, товарный знак, эмблема, пиктограмма и т. д.

## Публикации
Автор более 60 научных и научно-популярных публикаций по архитектуре, дизайну и народно-прикладному искусству.